# Giovanni Mavrocordatos
Giovanni Maurocordato (in greco Ιωάννης Μαυροκορδάτος?, in romeno Ioan Mavrocordat; Costantinopoli, 23 luglio 1684 – Bucarest, 23 febbraio 1719) fu Caimacam di Moldavia (7 ottobre 1711 - 16 novembre 1711) e voivoda di Valacchia tra il 2 dicembre 1716 e il 23 febbraio 1719. Era un membro della famiglia Maurocordato.

## Biografia
Figlio minore di Alessandro Mavrocordatos, fu un fido sostenitore dell'ascesa politica del fratello Nicola Maurocordato. Lo sostituì come Gran Logoteta del Patriarcato di Costantinopoli e poi come Gran Dragomanno della Sublime Porta dal 1710 al 1717.
Nel 1711, con il semplice titolo di "Caimacam", resse l'interregno in Moldavia dopo la fuga di Dimitrie Cantemir e prima della restaurazione del fratello. Sostituì poi Nicola sul trono di Valacchia, durante la sua prigionia in Austria, dal novembre 1716 al febbraio 1719.
Giovanni Maurocordato aveva sposato nel 1709 Zaffira Guliano, figlia di Demetrio Guliano, Gran Logoteta del Patriarcato di Costantinopoli, con una discendenza che comprendeva:
- Alessandro (1710–1738)

Non va confuso con il nipote Giovanni (Ioannes) Maurocordato (1712-1747), principe di Moldavia tra il 1743 e il 1747.